# Société d'Ancien Régime
 (décembre 2020).
La société d'Ancien Régime désigne le mode d'organisation sociale qui a prévalu dans le royaume de France de la fin du XVIe siècle à la fin du XVIIIe siècle. L'Ancien Régime, en France, est en effet le nom donné à l'organisation politique et sociale établie durant les deux siècles antérieurs à la Révolution française (1789 ou 1792 si on considère l'abolition de la monarchie). Il est, de fait, une période de l'histoire de France. 
C'est le penseur et écrivain français Alexis de Tocqueville qui contribue à fixer le terme dans son ouvrage L'Ancien Régime et la Révolution (1856). La plupart des historiens du XIXe siècle font aussi débuter cette période avec l'accession au trône de France d'Henri IV, en 1589, qui initie le règne de la branche de Bourbon[réf. nécessaire].
La population française est alors divisée en trois ordres dont les fonctions sont hiérarchisées en dignités : le clergé, la noblesse et le Tiers état (« société d'ordres »). Cette séparation repose sur une idéologie et une tradition, non sur un critère de mérite personnel. La société d'Ancien Régime est aussi une société coutumière et catholique.
L'affirmation du pouvoir royal est à l'origine du développement d'une administration qui reste toutefois relativement modeste. Le royaume de France est un agglomérat de communautés préexistantes qui sont régies par des statuts différents, propres à chaque matière de juridiction et dont les périmètres s’enchevêtrent. Le droit et le système judiciaire ne sont pas unifiés. Au niveau local, les villes sont des centres d'influence par le contrôle qu'elles exercent sur leur arrière-pays, mais aussi sur les échanges commerciaux et financiers à plus grande distance.
La société d'ordres est déstabilisée par plusieurs évolutions, tels que la dévalorisation du rôle de la noblesse traditionnelle par le développement de l'autorité royale ou encore le repli de la foi religieuse après l'épisode de la Contre-Réforme. La réussite matérielle des couches supérieures du Tiers état les motive à vouloir participer davantage à la gestion des affaires publiques. D'abord exprimée de façon principalement satirique, la critique du système d'ordres devient plus théorique dès la fin du règne du Roi-Soleil, pour finalement proposer avec les philosophes du siècle des lumières un nouveau système de valeurs. La Révolution française a mis fin à la société d'ordres et à l'inégalité entre les sujets, devenus citoyens avec l'abolition des privilèges dans la nuit du 4 août 1789.

## Structure de la société d'Ancien Régime

### Fondements
Dans la société d'Ancien Régime, les individus ont une existence sociale et juridique au travers des communautés dont ils sont membres et qui les représentent. Chaque corps, chaque communauté, chaque état a son statut, ses devoirs et ses privilèges qui l'identifient et le distinguent des autres. Ce n'est pas l'individu qui a une personnalité juridique ou une existence politique, mais le groupe. Il y a, ainsi, une multitude de groupes : familles, métiers, communautés rurales ou villes, seigneuries, ordre religieux… Ainsi, dans les élections, qui sont nombreuses, ce ne sont pas les individus qui votent, mais le chef de chaque communauté.

#### Une société d'ordres

L'organisation sociale en trois ordres

Comme dans toute la chrétienté, et conformément au magistère catholique, la société est envisagée comme un tout organique où chacune des parties vit en symbiose avec les autres. Sous l'Ancien Régime, la société est distinguée en trois ordres qui correspondent à trois fonctions. Chacun des trois ordres définis depuis le Moyen Âge doit être complémentaire des deux autres : les moines prient pour le salut des laïcs ; les chevaliers mettent leurs armes au service de l'Église et protègent les faibles ; enfin, les paysans cultivent la terre pour nourrir les deux premiers ordres. Les fonctions sont hiérarchisées en dignités, autrement dit la logique spirituelle du premier ordre prévaut sur celle politique du second, qui elle-même prévaut sur toutes les considérations économiques.
La société d'Ancien Régime est donc le contraire d'une société matérialiste où l'économie impose sa logique à toute la société. En effet, la conduite noble est celle qui se sacrifie pour l'honneur (pour l'intérêt général), tandis que l'activité économique cherche un gain. À l'intérieur de chacun des ordres, cette hiérarchie se décline pour ordonner toutes les fonctions sociales. Ainsi, dans l'ordre économique, le secteur primaire est considéré le plus digne (agriculture, mine, pêche, forêts), suivi de l'artisanat puis du commerce et du négoce, qui sont juste au-dessus des métiers les plus vils : l'usure (banque) et la prostitution. Le profit est plus grand chez l'usurier que chez le commerçant, chez le commerçant que chez l'agriculteur.
Les deux premiers ordres ont des fonctions de service public à remplir qui sont onéreuses. En effet, le clergé prend à sa charge le culte public, l'état civil, l'instruction publique et l'assistance publique. La noblesse prend à sa charge les fonctions régaliennes, comme la défense de la société avec l'armée et la justice, la haute administration. Tandis que le troisième ordre, qui comprend toutes les activités économiques, a des fonctions qui sont lucratives. De ce fait, la plupart des impôts reposent sur le troisième ordre, afin d'entretenir les deux premiers.

#### Origines historiques de la société d’ordres
Ce système idéologique de tripartition de la société chrétienne médiévale a été identifié comme caractéristique des sociétés indo-européennes sous le nom de trifonctionnalisme par le comparatiste et philologue Georges Dumézil. Il existait dans l'Empire Romain chrétien (les sacerdotes, les nobiles et les pauperes) et dans des textes irlandais du VIIIe siècle (les druíd formés par les druides et prêtres, la fláith formée par l'aristocratie militaire et les bó-airig, hommes libres pour le travail). Il est repris par les moines Haymon et Heiric d'Auxerre au IXe siècle et par deux évêques carolingiens, Adalbéron de Laon et Gérard de Cambrai, qui théorisent ce type d'organisation sociale alors que la France connaît une crise politique autour de l'an mille.
Au XVIe siècle, au moment de la montée de l'absolutisme, le jurisconsulte Charles Loyseau apporte une définition juridique des trois ordres. Il écrit un Traité des ordres et simples dignités en 1610 dans lequel il décrit la séparation des trois ordres qu'il nomme aussi « états », tout en insistant sur l'obéissance due au roi. Il observe que chaque ordre est subdivisé en catégories plus précises.
Cette construction idéologique (une classe dominante, les bellatores qui exercent le pouvoir et les oratores qui légitiment ce pouvoir, et une classe dominée, les laboratores), décrite en détail par l'historien Georges Duby, qui reconnaît sa dette envers la théorie marxiste du matérialisme historique althussérien, est revisitée par l'historien Mathieu Arnoux, qui évoque la fierté paysanne d'offrir librement son travail en échange de garanties assurant des moyens élémentaires d'existence (mise en place de marchés agricoles, service du moulin banal, dîme utilisée comme instrument de redistribution et d'assistance). Le laboureur, par l'accroissement et l'intensification de son travail, devient un héros, à l'instar de Pierre le laboureur et d'Adam, jardinier du paradis et premier des laboureurs.

#### Une société catholique
Le catholicisme est la religion de la Couronne. Le protestant Henri de Navarre, bien qu'héritier légitime du trône, dut se convertir pour être sans contestation roi de France. Lors de son sacre le roi jure de défendre l'Église catholique, mais aussi d'extirper l'hérésie de son royaume.
Avec la famille, la paroisse est le cadre de base de la vie religieuse mais aussi civile. La très grande majorité des Français sont guidés de la naissance (avec le baptême) à la mort (avec l'extrême-onction) par les préceptes de l'Église catholique romaine. Le prêtre catholique est un des rouages de la vie de la communauté villageoise ou de quartier. Il distribue les sacrements, mais il est aussi le conseiller dans les affaires privées et le directeur de conscience. Chaque corps de la société a son saint patron. La vie collective est rythmée par les fêtes religieuses catholiques.
Le culte protestant, dont l’existence est vivement contestée par une partie influente de l’opinion catholique, est finalement autorisé mais de manière restreinte par l’Édit de Nantes en 1598. Le culte catholique, rétabli par la force là où il était devenu impraticable, connaît un nouvel élan dans le cadre de la Contre-Réforme. Ce mouvement encourage Louis XIV à interdire en 1685 le culte protestant, au prix d’une émigration vers les États protestants. Quant aux juifs, ils sont interdits de séjour dans une grande partie des royaumes chrétiens.

### Trois ordres de la société

#### Clergé
Le clergé est le premier ordre dans la hiérarchie sociale de l'époque moderne. Le clergé tient des assemblées générales et dispose de ses propres tribunaux ; les officialités. Il perçoit en principe l'impôt des dîmes correspondant au dixième des récoltes et aux prémices. En réalité, l'essentiel de ses ressources vient de la rente foncière.
Les clercs sont exemptés de taille et de service militaire, mais restent soumis à certains impôts comme la régale ou la décime. Le clergé est chargé, en plus du culte, de l'état civil, de l'organisation des fêtes (religieuses), de l'instruction publique, tant au niveau des petites écoles que des universités ; il est aussi chargé de toutes les fonctions d'assistance sociale et médicale, créant et entretenant les hôpitaux, hospices et orphelinats.

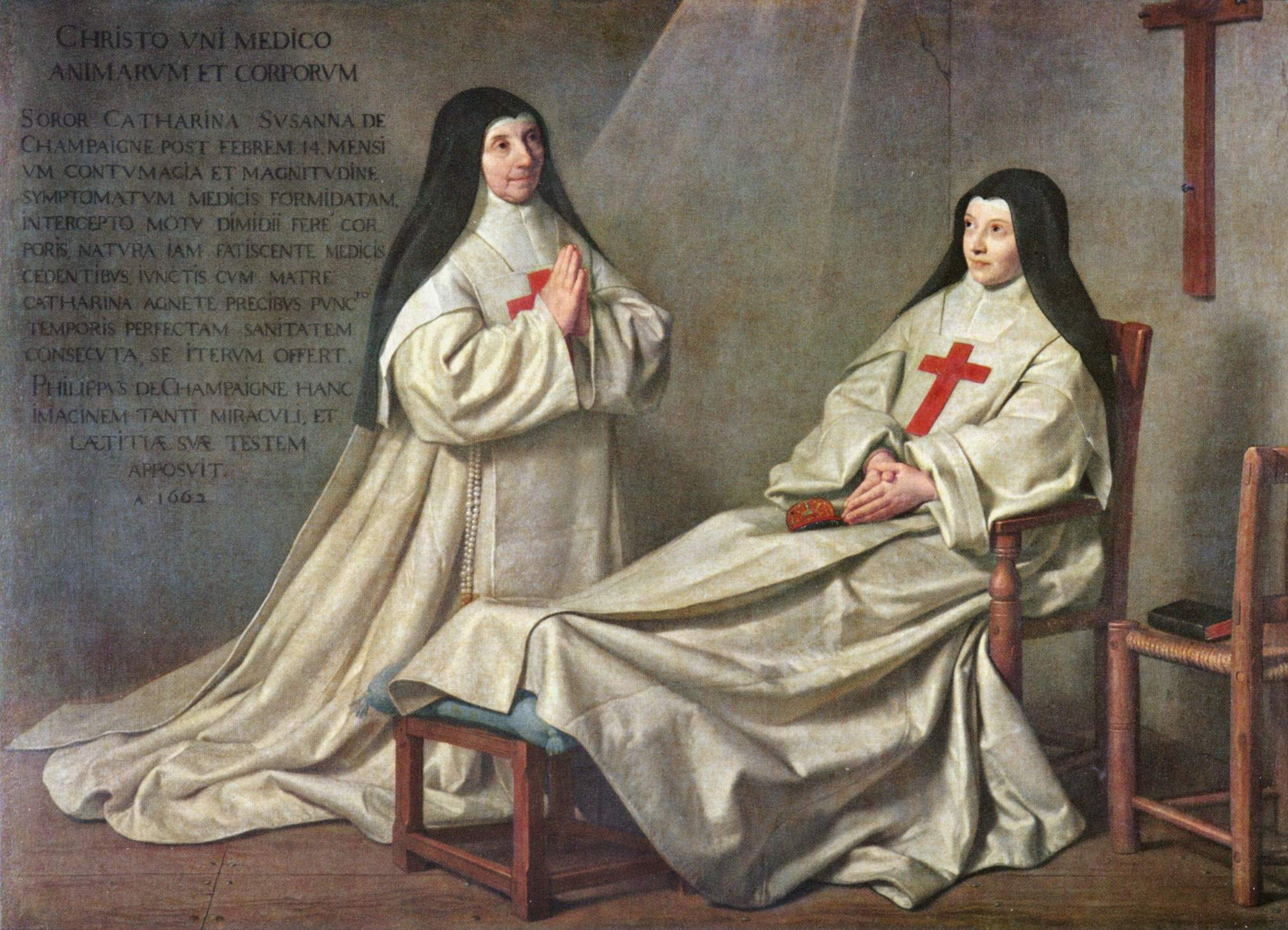
Philippe de Champaigne, Ex Voto de 1662, Louvre ; le clergé

La condition des membres du clergé est extrêmement variée: les membres du haut clergé, qui sont les archevêques, les évêques, les abbés des grandes abbayes bénéficient souvent de revenus importants. Souvent mais pas forcément issus des rangs de la noblesse, ils sont nommés par le roi depuis le concordat de Bologne, obtenu par François Ier en 1516. De façon moins répandue qu’en Allemagne, certains prélats sont également seigneurs temporels : par exemple l’évêque de Mende est comte du Gévaudan.
Le clergé séculier (qui vit dans le « siècle », du latin sæcularis), au milieu des laïcs, tient un rôle important dans la vie de la communauté : curés et vicaires tiennent les registres de baptême et de sépulture, distribuent les sacrements comme le mariage, entendent les confessions, célèbrent la messe, organisent les fêtes, s'occupent de l'instruction primaire. Les curés sont désignés par un collateur, le fondateur de la paroisse ou son successeur. Ils disposent d’une portion congrue de la dîme mais sont en général à l’abri de l’indigence. Après l’application du concile de Trente, ils sont astreints à résider dans leur paroisse et ils sont mieux formés ; il y a maintenant un séminaire dans chaque évêché. La France est découpée en cent quarante diocèses de taille très variable. Ils sont plus nombreux dans le Midi, où certains sièges épiscopaux ne sont que de gros bourgs.
Le clergé régulier vit selon la « règle » (du latin regularis) d’un ordre, d'une abbaye, d'un couvent, d'un prieuré… Au Moyen Âge s'est établie la distinction entre les ordres contemplatifs consacrés à la prière (bénédictins, cisterciens…) et les ordres mendiants (franciscains et dominicains) voués à la prédication. Les ordres accueillent les cadets des familles aisées qui sont exclus des successions familiales par le droit d'aînesse.

#### Noblesse

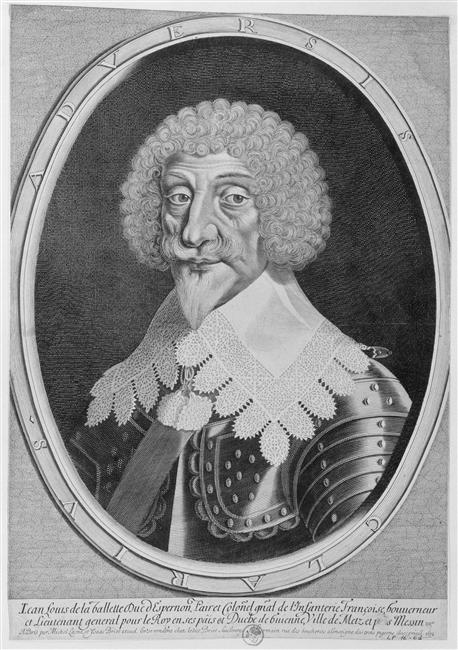
Jean-Louis de La Valette, duc d'Épernon, colonel général de l'Infanterie (1632).

En France, les fonctions et la condition de la noblesse ont considérablement varié en douze siècles d'histoire de la royauté. La fonction principale de la noblesse est d'assurer la paix et la justice; elle a donc le monopole de la force et de la guerre. Ce ne sont pas des individus qui sont nobles, mais des lignages qui conservent et se transmettent héréditairement des fonctions nobles. Au Moyen Âge, l'accès à la noblesse se fait beaucoup par la chevalerie, qui lui donne l'idéal chrétien de mettre la force au service des faibles. La noblesse plus récente doit son statut au roi, qui a seul le pouvoir d'anoblir par lettres patentes ou par la vente de charges.
Les archives consignant les droits seigneuriaux sont conservées dans les châteaux.
Comme le clergé, la noblesse dispose de privilèges : elle n'est pas assujettie à la taille, à l'impôt royal. Elle a le droit de porter l'épée et de pratiquer la chasse. Elle est jugée par des tribunaux particuliers. Elle subsiste par la rente que paient les laboureurs.
La noblesse est soumise à des devoirs, elle doit verser son sang. Elle a des places réservées dans l'armée et l'administration mais la plupart des activités professionnelles lui sont refusées.
Tout noble français qui ne respecte pas ces devoirs peut déroger et se voir déchu de sa condition.
Devenir noble demeure un idéal, mais la noblesse ne forme pas pour autant un corps organisé. Au sommet, quelques grands seigneurs accumulent les faveurs royales, il s’agit des princes du sang ou bien souvent de favoris ou de leurs descendants. Sous la dynastie des Bourbons, les princes du sang sont principalement les ducs d’Orléans, princes de Condé et de Conti. En bas de l’échelle, de nombreux gentilshommes vivent chichement dans leur domaine.
Un exemple de grande figure de la noblesse française est Jean Louis de Nogaret de La Valette (1554-1642), duc d'Épernon.

#### Tiers État
Le dernier ordre de la société d'Ancien Régime est formé de tous ceux qui n'appartiennent ni au clergé, ni à la noblesse et exercent des activités économiques : agriculteurs, artisans et commerçants, c'est-à-dire les 9/10 des Français. Comme dans les autres ordres, la condition des roturiers est extrêmement variée : certains bourgeois sont très riches et puissants.

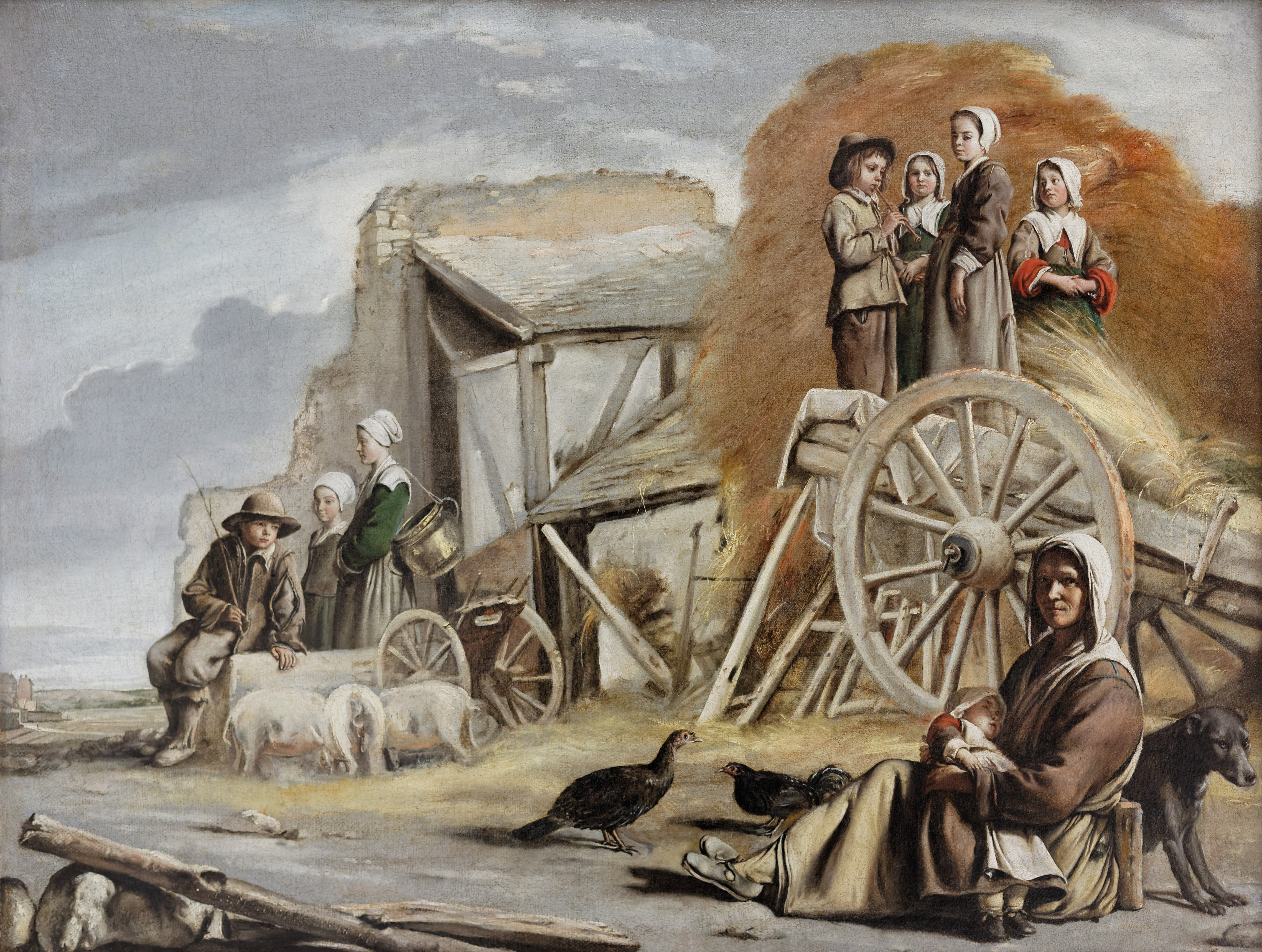
Louis Le Nain, La charrette, 1641, conservé au musée du Louvre : le tiers état rural

La population est essentiellement rurale. La vie des paysans tient à l'abondance des récoltes, d'autant plus qu'ils sont soumis à de nombreuses obligations, en particulier :
- le versement
  - au seigneur
    - du cens, au titre de l'exploitation des terres
    - des banalités, au titre de l'utilisation des moulin, four et pressoir
    - du champart

  - au clergé de la dîme
  - au roi
    - de la taille sur les revenus ou les biens fonciers
    - de la gabelle sur le sel
- les corvées au service tant du seigneur que du roi
- le service dans la Milice créée par Louis XIV

Parmi les citadins figurent des commerçants et artisans qui travaillent dans leurs boutiques et ateliers et appartiennent à une corporation. En ville vivent également de nombreux ouvriers et domestiques.
Le terme Tiers État ne deviendra courant qu'à partir de la Révolution française de 1789. Bien que la population paysanne constitue 80 % de la population française, il n'y aura pas de paysans dans les assemblées, aussi bien lors de la Convocation des États Généraux le 5 mai 1789 que pendant le reste de la Révolution. Le Tiers État sera quasiment exclusivement représenté par des bourgeois instruits, possédant des emplois de judicature, des entreprises de négoce et de banque ou des offices de finance. Les élections aux États Généraux se font par circonscription, avec une voix par chef de famille (en 1789, les élections aux États généraux se sont faites avec une participation massive de la population). La première assemblée de 1791 sera élue au suffrage censitaire ; la Convention nationale de 1792, élue au suffrage universel.

« Qu’est-ce que le tiers état ? Tout. Qu’a-t-il été jusqu’à présent dans l’ordre politique ? Rien. Que demande-t-il ? À être quelque chose. »

— Emmanuel Joseph Sieyès

## Fonctionnement de la société d'Ancien Régime

### Organisation

#### Autorités

##### Royauté
Le roi gouverne assisté par son Conseil. Progressivement, à partir de Philippe le Bel et de son fils Philippe le Long, le Conseil a connu une double évolution. D'une part, il a donné naissance à des organes plus spécialisés ; d'autre part, les grands seigneurs ont été évincés au profit d'un personnel plus professionnel. Les charges de conseiller sont vénales, mais le roi choisit les titulaires des fonctions importantes.
Le chancelier appose le sceau royal sur les actes : il représente la justice éternelle. Le contrôleur général des finances gère les revenus et les dépenses. Le rôle des quatre secrétaires d'État (dévolus à la marine, à la guerre, aux affaires étrangères et à maison du roi) évolue de celui de greffier vers celui de ministre.
L’autorité royale est appliquée en province par 33 intendants dans les généralités. L’intendant est aussi un précieux moyen d’information pour le pouvoir central. Il intervient dans la répartition du principal impôt direct, la taille. Treize cours des comptes sont vouées à vérifier les comptes des agents de l'État et à préserver le patrimoine royal.
Douze cours des aides rendent justice en dernière instance en matière fiscale. La taille est prélevée selon les provinces par des officiers titulaires de leur charge, faussement appelés « élus », ou les États provinciaux, assemblées de notables.
La perception des impôts indirects est assurée par le système du fermage : un groupe de financiers avance la somme globale au roi puis organise lui-même la perception de la taxe, avec profit. Le principal impôt indirect est la gabelle sur le sel.

##### Système judiciaire
Les individus et les groupes socio-économiques ont des relations réglementées par des coutumes multiséculaires qui forment en fait le droit privé. Ces coutumes sont différentes selon les régions : ainsi le système d'héritage n'est pas le même en Normandie et dans le Languedoc. Elles sont aussi différentes selon les groupes sociaux : la noblesse et le tiers état bien souvent n'ont pas les mêmes règles en matière de successions. Par contre, le sud du royaume est soumis au Code de Justinien qui perpétue le droit romain.
La justice courante est rendue tout d'abord par bailliages puis par présidiaux. Dix-huit cours souveraines de justice, dont quatorze parlements, jugent en dernière instance. Le ressort du Parlement de Paris est le plus vaste, mais ne couvre qu'une partie du territoire : le cœur historique du domaine royal (Anjou, Auvergne, Berry, Champagne, Île-de-France, Orléanais, Picardie, Poitou et Touraine), dont certaines provinces confiées un temps à des princes apanagistes. Les parlementaires sont propriétaires de leur charge, qu’ils ont achetée. Leur intégrité est souvent mise en cause, ce qui ne les empêche pas de se poser vis-à-vis du pouvoir royal comme les défenseurs des droits et libertés publiques.

#### Communautés

##### Villes
Le développement des échanges au Moyen Âge et la nécessité d’assurer la sécurité des villes pendant la guerre de Cent Ans ont favorisé l'émergence d'autorités municipales, les échevinages.
Les grandes villes sont d'abord des centres administratifs, comme Rouen, la capitale historique de la Normandie, ce qui attire les hommes de loi. De ce point de vue, la carte judiciaire de la France moderne reflète encore les ères d'influence urbaine de l'Ancien Régime. Des villes comme Angers, Chambéry, Bourges et Grenoble sont encore le siège d'une cour d'appel dont le ressort correspond à l'ancienne province qu'elles administraient, aujourd'hui disparue : Anjou, Savoie, Berry et Dauphiné.
Les grandes villes sont aussi des centres économiques. Les métiers sont organisées dans chaque ville en corporations qui peuvent être des communautés jurées (sous serment) ou réglées (soumises à un règlement). Des privilèges royaux leur sont accordés par lettre patente. Avec l'objectif affiché d'assurer la qualité des productions ainsi que la juste rémunération de ses membres, chaque corporation contrôle l'accès au métier, qu'elle défend par ailleurs contre les concurrences jugées déloyales. Les corporations seront supprimées par le décret d'Allarde des 2 et 17 mars 1791, confirmé par la loi Le Chapelier du 14 juin 1791.
Certaines villes ont développé des échanges à grande échelle, comme Lyon au confluent de la Saône et du Rhône, La Rochelle sur l’Atlantique ou Marseille sur la Méditerranée. Nantes et Bordeaux prospèrent grâce au commerce avec les Antilles. La prospérité de Bordeaux transparaît dans le nouvel urbanisme de la ville préservé jusqu'à aujourd'hui. La bourgeoisie bordelaise s'initie à la philosophie des Lumières, à la suite de Montesquieu et notamment dans la Franc-maçonnerie. Elle participera activement à la Révolution française, donnant son nom à un mouvement politique, les Girondins.
Le développement de villes concurrentes, Nantes et Rennes en Bretagne, Montpellier et Toulouse en Languedoc, donnera lieu au vingtième siècle à la création de nouvelles régions autour de chacune de ces villes devenues des grandes métropoles.

##### Villages
Les paysans, qui constituent la très grande majorité de la population, ont rarement affaire à l’autorité royale. Le curé annonce les nouvelles officielles et tient l’état civil. Le seigneur rend la justice. L’assemblée des principaux propriétaires répartit l’impôt et recrute le maître d’école.
Concernant le recouvrement de la taille, l'assemblée du village désigne tous les ans des personnes qui ont la charge de collecter le montant de l'impôt dû par la communauté. Cette responsabilité est redoutée, car les personnes désignées risquent non seulement de s'attirer des inimitiés lors de la répartition de l'impôt mais également d'avoir à avancer les sommes impayées, sous la menace de sanctions qui peuvent aller jusqu'à l'emprisonnement.
Les laboureurs possèdent des terres, l'équipement pour les exploiter et un cheptel. Les manouvriers sans biens louent leurs bras ou pratiquent une activité artisanale. La principale activité manufacturière est à l'époque la confection de textiles, qui est bien souvent disséminée dans les campagnes, organisée par des entrepreneurs qui, en amont, fournissent la matière première et, en aval, assurent la finition en ville et la commercialisation.

### Dynamiques

#### Mobilités et relations sociales

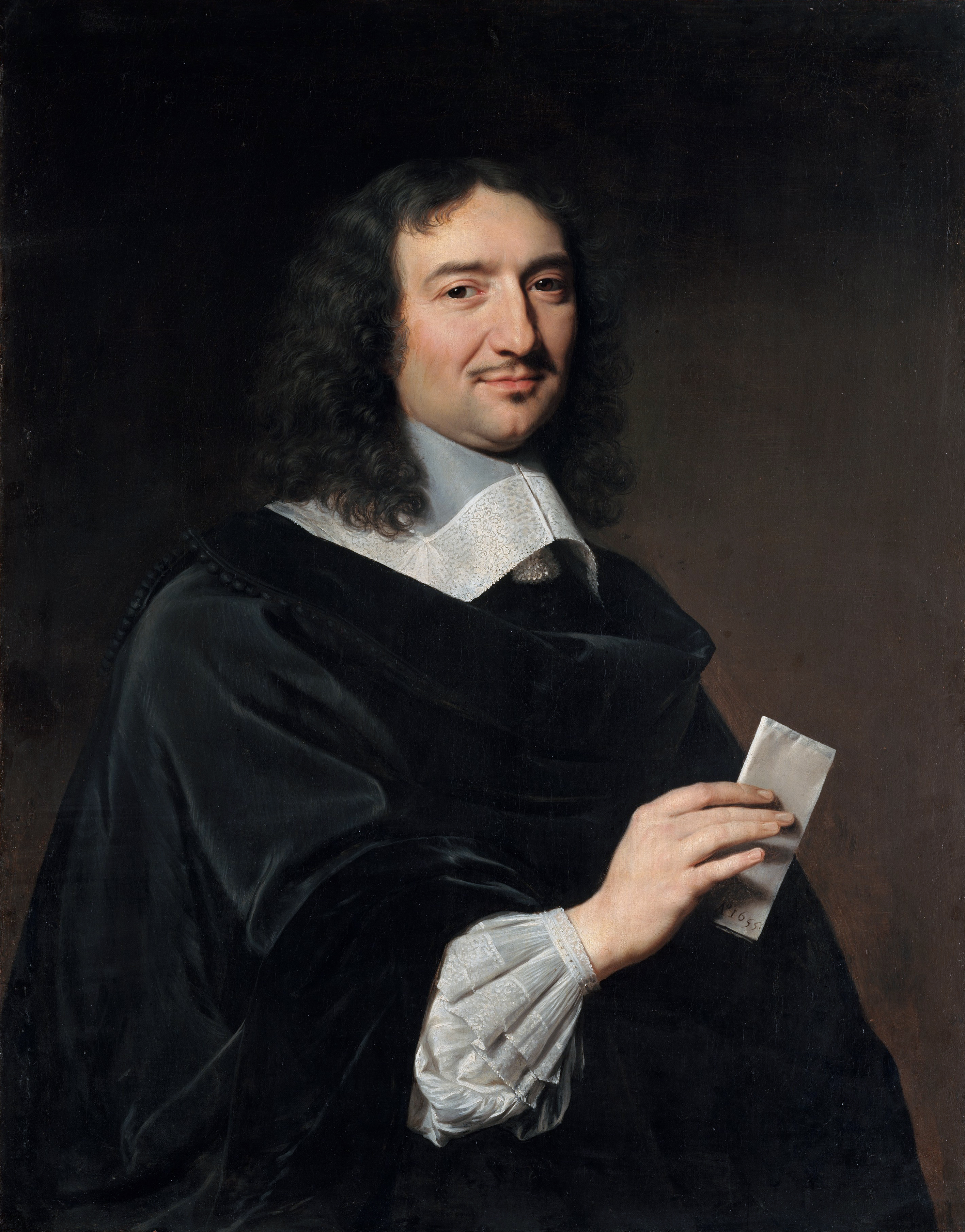
Jean-Baptiste Colbert, issu de la bourgeoisie, devient ministre de et intègre sa postérité à la noblesse

Les trois ordres de l'Ancien Régime ne sont pas fermés. Les couches les plus modestes de la population peuvent entrer dans le clergé et profiter de ses privilèges : le clergé est ouvert aux autres ordres, à condition d'avoir la vocation et d'adopter la chasteté. Une fraction des laïcs se montre anticléricale, reprochant à l'Église son obscurantisme et les accointances du haut clergé avec la noblesse.
Les bourgeois cherchent à imiter le mode de vie de la noblesse. Certaines charges municipales permettent leur intégration dans la noblesse dite de « cloche ». En achetant des charges d'officier, les offices, ils s'élèvent au rang de la noblesse de robe. Le roi impécunieux vend ces charges pour en tirer des bénéfices et il permet par le mécanisme de la paulette la création de dynasties d'officiers qui peuvent échapper à son contrôle. La charge de secrétaire du roi est la plus coûteuse, mais très recherchée. À partir de la deuxième moitié du XVIIIe siècle, les charges militaires permettent également d'accéder à la noblesse. Les parvenus de la « savonnette à vilains » sont vus d'un mauvais œil par la vieille noblesse.
L'on peut perdre ses privilèges d'ordre : les nobles qui dérogent à leur mode de vie sont déchus de leurs prérogatives. Il faut attendre la fin de l'Ancien Régime pour les voir prendre part ouvertement à l'industrie et au commerce.
À l'intérieur de chaque ordre, les concurrences voire les inimitiés existent : le haut clergé issu de la noblesse porte un regard condescendant sur le bas clergé issu du tiers état. La noblesse forme un corps sans unité partagé entre réactionnaires et libéraux, grands seigneurs et petits barons. Dans les villes, la bourgeoisie cherche à mettre le « prolétariat » à sa merci.
Une divergence latente d'intérêt existe entre la paysannerie des campagnes et les notables qui résident en ville. Ce sont les paysans qui paient l'essentiel des redevances et impôts qui assurent le revenu des prélats, seigneurs ou bourgeois. Ils fournissent par ailleurs aux entrepreneurs textiles une main-d'œuvre bon marché.
Une population mieux nourrie est davantage portée à la contestation politique. Les droits féodaux sont moins bien acceptés par les paysans, car les seigneurs ne jouent plus leur ancien rôle de protecteurs. Certains seigneurs attisent parfois les ressentiments en cherchant à faire évoluer les pratiques habituelles, par exemple en voulant clôturer les terres communes.

#### Contestations
Sous Louis XIV, des écrivains illustres ont critiqué, sous couvert de comédies ou de fables, la société d'ordres. Les fables de Jean de La Fontaine, les satires de Nicolas Boileau, les caractères de Jean de la Bruyère et les pièces de Molière dénoncent les travers du système. Le Bourgeois gentilhomme se moque de monsieur Jourdain qui veut imiter le genre de vie des nobles.
La pensée critique connaît un essor à la fin du règne. Vauban notamment réalise une importante réflexion sur la fiscalité.

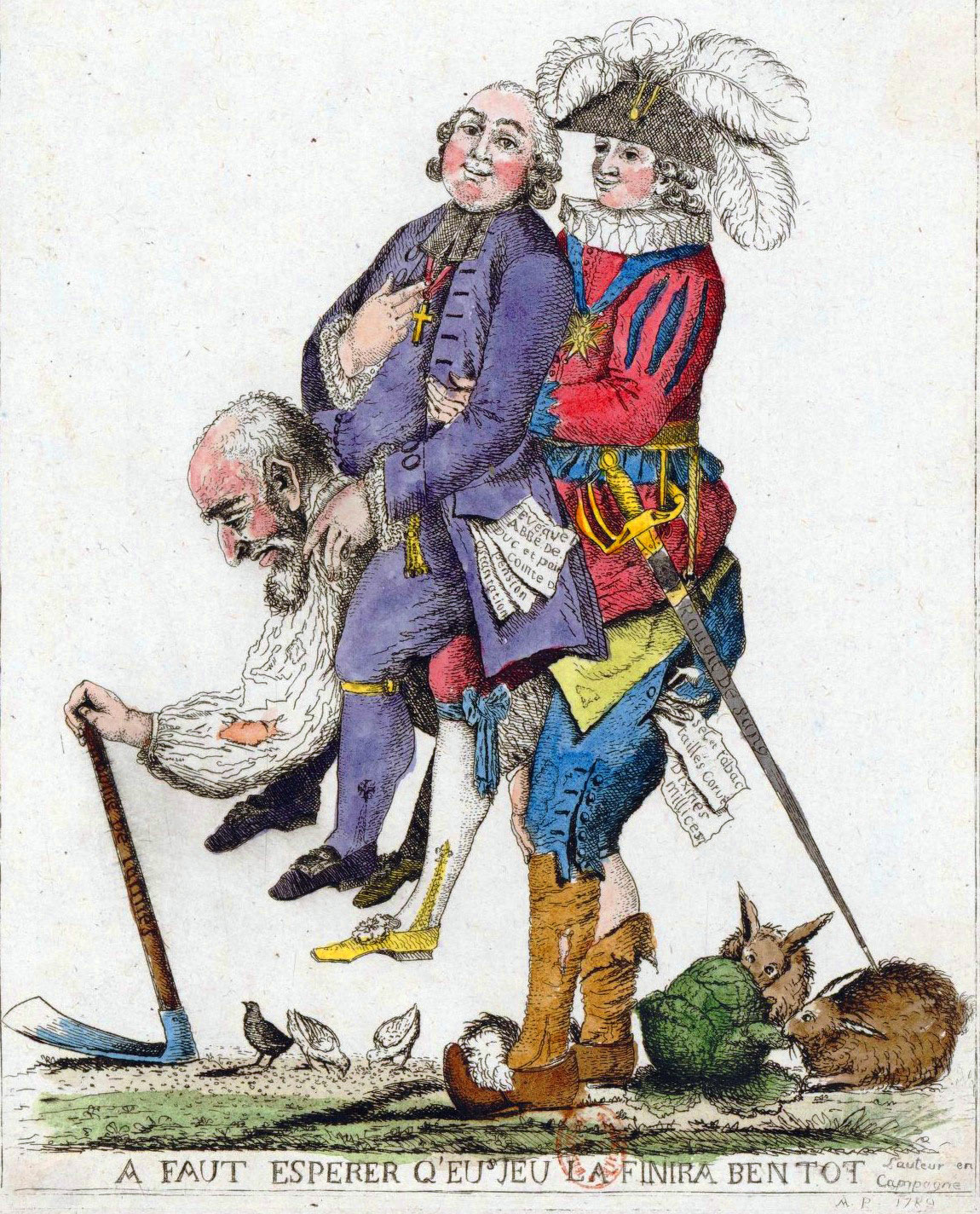
« caricature des trois ordres : un paysan, un noble et un membre du clergé », caricature anonyme, 1789

Les philosophes des Lumières ont critiqué l'inégalité juridique et sociale en vigueur sous l'Ancien Régime. C'est l'individu qui est au centre de leur réflexion et non la société dont celui-ci ne serait qu'une partie. La société devient l'association des individus. Le pacte social est contracté entre tous les participants, c'est-à-dire l'ensemble exhaustif des citoyens. La liberté de chacun nécessite l'égalité, garantie par l'obéissance à des lois communes. Le renoncement de chacun à exercer son droit du plus fort permet d'établir le contrat social dans la mesure où chacun y trouve la liberté de s'accomplir.
Jean-Jacques Rousseau est un des philosophes qui va le plus loin dans cette réflexion en affirmant la souveraineté du peuple qui est appelé à décider des lois qui le régissent.

#### Blocages institutionnels à la veille de la Révolution
L'encadrement de la vie de cour à Versailles par le formalisme de l'étiquette a contribué à isoler la personne du roi. Le phénomène est particulièrement marqué sous Louis XV et Louis XVI : ils ont une personnalité moins politique et sont moins impliqués dans les affaires publiques que Louis XIV. Du coup, quelques clans privilégiés accaparent les faveurs.
L'impécuniosité de la monarchie l'a conduite à mettre en vente les charges publiques. Les officiers publics ne sont pas forcément les plus compétents. Leur souci de récupérer la mise de fonds initiale encourage leur corruptibilité. Maîtres de leur charge, ils ne sont pas forcément dociles vis-à-vis du pouvoir royal : les parlements entretiennent même un climat de contestation.
Face aux aspirations d'une bourgeoisie enhardie par le développement économique, parfois même enrichie très vite par les grandes spéculations boursières sous Louis XV, la noblesse traditionnelle cherche à préserver ses privilèges et à garder le monopole de certaines activités, notamment militaires. Elle attise ainsi les ressentiments à son égard.